# William Edward Nightingale
William Edward Nightingale (* 1794; † 1874), geborener William Edward Shore, war ein britischer Unitarier. Er ist Vater von Florence Nightingale, einer Begründerin der modernen Krankenpflege, sowie von Frances Parthenope Verney, einer britischen Schriftstellerin. Er selbst übte in den 1820er und 1830er einige öffentliche Ämter aus, führte aber überwiegend das Leben eines wohlhabenden Privatiers.

## Leben

### Familienleben

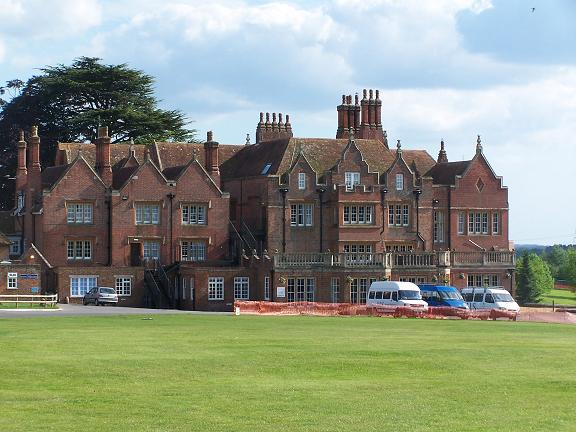
Embley Park, der Hauptwohnsitz der Familie Nightingale

William Edward Nightingale erbte 1815 ein beträchtliches Vermögen von einem Onkel und änderte entsprechend den Bestimmungen des Testaments seinen Nachnamen von Shore in Nightingale. Er lernte 1811 seine spätere, sechs Jahre ältere Frau Fanny durch ihren Bruder, einen seiner Schulfreunde, kennen. 
William Nightingale und Fanny Smith heirateten 1818 und reisten unmittelbar nach der Hochzeit zwei Jahre durch Europa. Ihre älteste Tochter Parthenope wurde 1819 in Neapel geboren und nach der griechischen Bezeichnung für ihre Geburtsstadt benannt. Ihre zweite Tochter Florence Nightingale wurde am 20. Mai 1820 in der Villa Colombaia in Florenz geboren. Wie bereits bei ihrer älteren Tochter wählte das Ehepaar Nightingale sie den Vornamen nach der Geburtsstadt aus.
Die Familie kehrte im Winter 1820 nach Großbritannien zurück und ließ sich zunächst in Lea Hurst in der Grafschaft Derbyshire nieder. Fanny Nightingale empfand die dortigen Winter jedoch als zu streng und die Möglichkeiten einer Teilhabe am gesellschaftlichen Leben als zu eingeschränkt. 1825 erwarb William Nightingale zusätzlich den Landsitz Embley Park in Hampshire, der zum Hauptwohnsitz der Familie wurde.
Fanny und William Nightingale waren Anhänger des Unitarismus, einer liberalen und dogmenfreien christlichen Glaubensrichtung, die unter anderem die Lehre der Dreifaltigkeit Gottes ablehnte. Zum unitaristischen Ethos gehörte auch der Glaube an sozialen Fortschritt und an eine moralische Verpflichtung gegenüber der Gesellschaft sowie die große Bedeutung, die dem Dienst an der Gemeinschaft beigemessen wurde. Briefe aus den 1830er Jahren belegen, dass die Familie Nightingale in dieser Zeit für die Dorfbewohner in der Nähe von Lea Hurst medizinische Versorgung organisierte und bezahlte. William Nightingale legte darüber hinaus Wert auf eine gute Schulbildung seiner Töchter. Ab dem Jahre 1831 unterrichtete er sie selbst in Latein, Griechisch, Deutsch, Französisch und Italienisch sowie in Geschichte und Philosophie. Die zusätzlich engagierte Hauslehrerin war für den Unterricht in Zeichnen und Musik zuständig.

### Öffentliche Ämter
William Nightingale stand in dem Ruf, gegenüber seinen mehr als 100 Pächtern ein guter und fairer Gutsherr gewesen zu sein. Er war lokales Verwaltungsmitglied des Ausschusses, der in Derbyshire die Umsetzung der 1834 verabschiedeten neuen Armengesetze verantwortete. Er war in Winchester außerdem für mehrere Jahre Friedensrichter. 1835 bewarb er sich als Mitglied der Whigs um einen Sitz im britischen Unterhaus, unterlag jedoch in den Wahlen. Um weitere öffentliche Ämter bewarb er sich nicht, sein Vermögen gestattete es ihm, ein Leben als Privatier zu führen.

### Konflikte mit Florence Nightingale

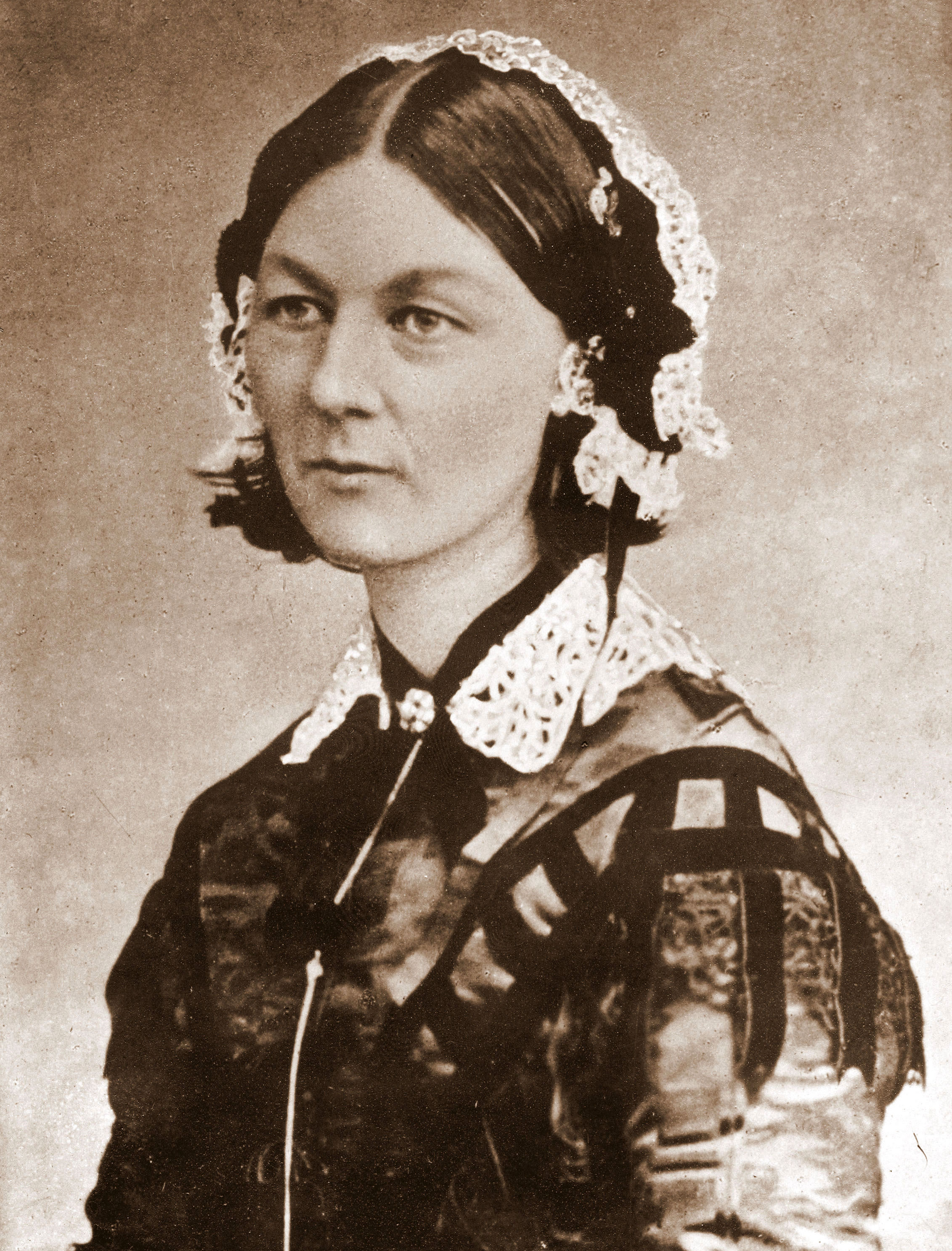
Florence Nightingale

William Nightingale stand dem Wunsch seiner jüngeren Tochter Florence, sich der Krankenpflege zu widmen, ablehnend gegenüber. Dabei spielte einerseits die anfällige Gesundheit von Florence Nightingale eine Rolle, aber auch der schlechte Ruf der Krankenpflegerinnen um die Mitte des 19. Jahrhunderts. Florence Nightingale brauchte mehrere Jahre, bis sie von ihren Eltern zunächst die Zustimmung erhielt, in der Kaiserswerther Diakonie eine rudimentäre Ausbildung in der Krankenpflege zu erhalten. Allerdings legten die Eltern großen Wert darauf, dass die Hospitanz der Tochter auch engen Bekannten der Familie gegenüber geheim gehalten würde. Ausschlaggebend für ihre Zustimmung war gewesen, dass Florence Nightingale nach der Rückkehr ihrer Reise durch Ägypten und Griechenland in so tiefe Depressionen verfiel, dass ihre Eltern begannen, um ihr Leben zu fürchten. 1853 konnte Florence Nightingale schließlich auch die Zustimmung ihrer Eltern erringen, in London ein kleines Pflegeheim zu leiten, in dem verarmte weibliche Angehörige der Mittelschicht, die sich keine private Pflege leisten konnten, aufgenommen wurden. Nightingale erhielt für diese Aufgabe kein Gehalt; sie lebte von den 500 Pfund, die der Vater ihr als jährliche Rente zahlte. Der Ruf, den das Pflegeheim unter ihrer Leitung erhielt, führte dazu, dass Nightingale bereits 1854 als Leiterin der Krankenpflegerinnen im King’s College Hospital im Gespräch war. Bevor sie diese Aufgabe übernahm, wurde Florence Nightingale jedoch von Sidney Herbert damit beauftragt, bei der Versorgung verletzter britischer Soldaten des Krimkriegs Unterstützung zu leisten. Sie sollte eine Gruppe von Pflegerinnen leiten, die in Scutari (Üsküdar) im zentralen Militärkrankenhaus der britischen Truppen (Selimiye-Kaserne) die Verletzten und Erkrankten betreute.
Bereits im Oktober 1854, nachdem Nightingale offiziell die Leitung der britischen Pflegerinnen übertragen worden war, waren in britischen Zeitungen und Journalen Berichte über sie erschienen, die die Historikerin Helen Rappaport als hagiografisch und Mark Bostridge einen für die Öffentlichkeit akzeptablen Gegenentwurf zum „Engel im Haus“, dem vom Literat Coventry Patmore geschaffenen Bild einer perfekten Ehefrau und Mutter, bezeichnet.

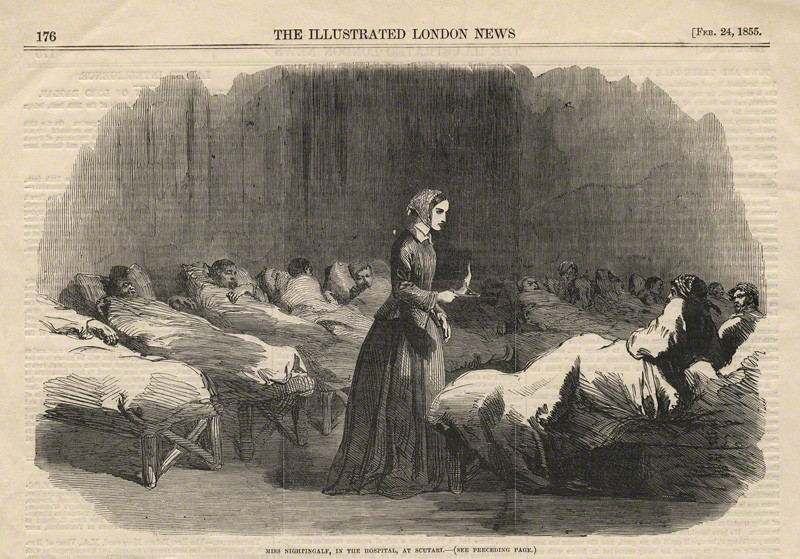
Illustration der Illustrated London News vom 24. Februar 1855

## Ruhm der Familie
Am 24. Februar 1855 erschien in den London Illustrated News eine Darstellung von Nightingale, wie sie während der Nacht mit einer Lampe in der Hand ihre Patienten auf den Stationen besucht. Diese Darstellungsweise, die in den folgenden Wochen und Monaten bildlich und sprachlich immer wieder aufgegriffen wurde, entwickelte sich zu einem Teil ihres persönlichen Mythos und wurde zur Metapher für ein Ideal christlicher Weiblichkeit, das sie in den Augen der Öffentlichkeit repräsentierte. Die wenigen kritischen oder spöttischen Äußerungen, die unter anderem im Satiremagazin Punch erschienen, verhallten weitgehend ohne Resonanz: Nightingale erreichte im Verlauf des Jahres 1855 in Großbritannien eine Bekanntheit, die nur von Königin Victoria übertroffen wurde. Sowohl Fanny als auch Parthenope Nightingale genossen den wachsenden Ruhm von Florence. Von Queen Victoria wurden sie eingeladen, um an einer Parade einiger, von der Krim zurückkehrenden Truppen teilzunehmen. Im Frühjahr 1855 folgten sie einer Abendeinladung von Richard Monckton Milnes und waren dort der Mittelpunkt der Gesellschaft. Selbst Charles Dickens und William Makepeace Thackeray erkundigten sich bei ihnen nach Florence und ihrer Arbeit.
Für William Nightingale stellte der zunehmende Ruhm der Familie dagegen ein Fluch dar. Die Apotheose seiner Tochter, wie er es nannte, mache ihn für seinen eigenen Namen zittern. Ihn in der Zeitung gedruckt zu sehen, löse bei ihm Abscheu aus und er wünschte, er könnte sich verstecken, wenn ihn jemand auf der Straße oder in seinem Club erkenne. Weder Lea Hurst noch Embley Park bot tatsächlich noch Rückzugsmöglichkeiten. Regelmäßig fanden sich Neugierige in dem Garten um die beiden Landsitze ein, die sich das Zuhause von Florence Nightingale ansehen wollten. Eines Nachmittags im Mai 1855 begegnete ihm auf dem Grund um Lea Hurst einem älteren Soldaten, der Florence Nightingale und ihre Arbeit so anpries, dass William Nightingale in einem Brief an seine Frau fragte: Was nun? Wird sie als nächstes die Toten zum Leben erwecken?. Lediglich die Gründung des Nightingale Fund, der schließlich zur Nightingale School of Nursing führte, löste offenbar auch bei ihm Stolz aus.
Florence Nightingale lebte nach ihrer Rückkehr zunächst für mehrere Jahre im Hotel Burlington im Londoner Westend. Sie war schwer krank – nach heutiger Ansicht vermutlich ein besonders schwerer Fall von chronischer Brucellose – und lebte dort weitgehend zurückgezogen, um sich auf ihre Unterstützung bei der Reform des britischen Sanitätswesen zu konzentrieren. Ihr Vater war einer der wenigen Besucher, die ihr willkommen war. Im Jahre 1865 erwarb er für sie ein Haus in der Londoner South Street.

## Die letzten Jahre
William und Franny Nightingale lebten nach der Heirat ihrer älteren Tochter mit Sir Harry Verney, 2. Baronet auf ihrem Landsitz weitgehend allein. William traf seine Tochter Florence noch bei seinen gelegentlichen Besuchen in London. Seine Ehefrau Fanny war mittlerweile jedoch zu krank, um bis nach London zu reisen. 
Die zunehmende Gebrechlichkeit des Paars bereitete den Töchtern zunehmende Sorge – sowohl Florence als auch die an Arthritis und Rheuma erkrankte Parthenope waren außer Stande, sich um die Eltern zu kümmern. Besonders große Sorge bereitete ihm die zunehmende Altersdemenz von Fanny Nightingale.
Am 5. Januar 1874 kam William Nightingale zum Frühstück herab, stellte jedoch fest, dass er seine Uhr vergessen hatte. Beim Hochgehen der Treppe rutschte er aus und stürzte so unglücklich auf seinen Kopf, dass er sofort starb.
Lea Hurst und Embley Park fielen gemäß den Bestimmungen des Testaments an den nächsten männlichen Erben, einen Sohn von William Nightingales Schwester Mai. William Shore Nightingale nahm auch Fanny Nightingale auf.

## Einzelbelege
1. ↑  Dossey, S. 5
2. ↑  Ann Marriner-Tomey, Martha Raile Alligood: Nursing theorists and their work. Elsevier Health Sciences, 2006, Ausgabe 6, ISBN 0-323-03010-6, S. 71
3. ↑  Bostridge, S. 17
4. ↑  Bostridge, S. 53
5. ↑  Bostridge, S. 49
6. ↑  Bostridge, S. 43 und S. 44
7. ↑  Bostridge, S. 155–156
8. ↑  Bostridge, S. 156
9. ↑  Bostridge, S. 186 und 190
10. ↑  Dossey, S. 96
11. ↑  Rappaport, S. 110
12. ↑  Bostridge, S. 255
13. ↑  Bostridge, S. 251 und 253
14. ↑  Rappaport, S. 94
15. 1 2 3  Bostridge, S. 258
16. ↑  Zitiert nach Bostridge, S. 259
17. ↑  Bostridge, S. 293
18. ↑  Bostridge, S. 331
19. ↑  Bostridge, S. 461

| Personendaten    | Personendaten                                           |
| ---------------- | ------------------------------------------------------- |
| NAME             | Nightingale, William Edward                             |
| ALTERNATIVNAMEN  | Shore, William Edward (Geburtsname)                     |
| KURZBESCHREIBUNG | britischer Unitarier und Vater von Florence Nightingale |
| GEBURTSDATUM     | 1794                                                    |
| STERBEDATUM      | 1874                                                    |